# Emmanuel Viau (entrepreneur)
Pour les articles homonymes, voir Viau et Emmanuel Viau.
Emmanuel Viau (né en 1960) est un créateur d'entreprises et producteur français de jeux vidéo. Il est le fondateur, en 1983 d'une des toutes premières sociétés française de jeu vidéo, Ere Informatique, mais aussi fondateur de Softdisk France (1990), Smart Move (1991) et au Canada, de Laboratoire de Tests Enzyme (2002). Il a aussi été le producteur de nombreux jeux vidéo et logiciels ludo-éducatifs.

## Vocation
En 1980, Emmanuel Viau découvre la programmation et les premiers micro-ordinateurs grand public lors de son service militaire en achetant un ZX80 afin de tromper son ennui. Très vite passionné de programmation, il prend contact avec l'importateur Sinclair de l'époque, la société Direco International. C'est là qu'il constate le besoin vital de logiciels pour les fabricants de ces machines, qui se vendent déjà à des dizaines de milliers d'exemplaires annuellement. À la sortie de son service militaire, il suit un cours accéléré de programmation et débute un emploi dans une société de service, Audival, tout en programmant divers utilitaires et jeux pour son ZX80. En juin 1983, il fonde Ere Informatique afin de pouvoir non seulement livrer les premières cassettes de logiciels commandées par l'importateur Sinclair, mais aussi publier les auteurs de jeux en mal d'éditeurs, tels Philippe Ulrich et Marc-André Rampon, rencontrés chez Direco.

## Entrepreneuriat
À la suite du rapide succès d'Ère informatique, grâce en particulier au hit Intercepteur Cobalt, Emmanuel Viau embauche Philippe Ulrich comme Directeur de collection en 1984, tandis que la société, qui connaît une croissance très importante, devient l'une des références pour les auteurs de logiciel. Durant cinq ans, de nombreux succès vont jalonner l'histoire de l'entreprise, tels que Mission Delta, Macadam Bumper, Crafton et Xunk, Bubble Ghost, Sram et surtout L'Arche du Captain Blood, hit d'envergure internationale.
En 1989, après son départ de ERE Informatique à la suite du rachat de l'entreprise par Infogrames, Emmanuel Viau fonde Softdisk France, éditeur du "magazine sur disquette" pour PC et Mac "Périodisk". En parallèle, il fonde avec Michèle Le Meur la société "Smart Move" laquelle créera l'un des premiers titres pour CD-i, "L'Ange et le Démon", jeu d'aventures entièrement en photographies se déroulant au Mont Saint-Michel, procédé innovant à l'époque. La société Softdisk France sera revendue à ses salariés en 1994.
En 1995, il intègre la société Coktel Sierra comme responsable de gamme, puis dirigeant de sa filiale MDO, société développant les séries ludo-éducatives Adi et Adibou. En 2000, Emmanuel Viau s'expatrie au Québec pour monter la filiale de développement du Groupe ICE et y produira divers ludo-éducatifs et jeux dont des titres de la gamme Adibou et Monsieur Bonhomme.
En 2002, à la suite de la faillite du Groupe ICE, il fonde avec Yan Cyr les "Laboratoire de Test Enzyme", une des principales sociétés de service spécialisée dans l'assurance qualité du jeu vidéo.

## Production de jeux vidéo
- Producteur associé :
  - Tous les logiciels Ere Informatique
  - Tous les logiciels Périodisk
  - Smart Move, 1994: L'Ange et le Démon sur CD-i

- Producteur exécutif :
  - Coktel Sierra, 1996-1999: gamme Adi 4, Adibou Nature et Science, Adibou et l'Ombre verte
  - Groupe ICE, 2000-2002: Adibou présente la Magie, Adibou présente le Dessin, Adibou présente la Cuisine, Le Pays des Pierres Magiques I & II.